# Charles Finger
Charles Joseph Finger (25 de dezembro de 1869—7 de janeiro de 1941) foi um escritor e músico britânico, radicado nos Estados Unidos.

## História
Nascido em Willesden, Inglaterra, frequentou o King's College de Londres. Viajou muito em sua juventude, tendo visitado a América do Norte, América do Sul, África e Antártida. Finalmente, fixou residência nos Estados Unidos da América.
Seu livro Tales from Silver Lands (1924) venceu a Newbery Medal de 1925. O livro é uma coletânea de histórias das Américas do Sul e Central.
Finger era um músico conceituado. Dirigiu o Conservatório de Música de San Angelo no Texas, de 1898 a 1904.  Entre seus alunos em San Angelo, esteve David Wendel Guion, que mais tarde se notabilizaria pelo arranjo e pela popularização da balada Home on the Range.

## Obras
- The tragic story of Oscar Wilde's life. Girard, Kansas, Haldeman-Julius Co., 64 p. (Little Blue Book, 432). (1923). Edição brasileira: A história trágica da vida de Oscar Wilde. Tradução de Maria de Lourdes Lima Modiano. Rio de Janeiro, Tecnoprint Gráfica, 94 p., il. (Edições de Ouro, 1009) (1968)
- Tales from Silver Lands (1924)
- Tales Worth Telling (1927)
- Courageous Companions (1929)
- A Dog at His Heel (1936)

## Prêmios
- Medalha Newbery (1925)